# Ķegums (novads)
Ķegums est un novads de Lettonie, situé dans la région de Zemgale. En 2021, sa population est de 5 013 habitants.

## Histoire
Le novads de Ķegums (Ķeguma novads) était un district de Lettonie situé dans la région historique de Livonie, à environ 50 km à l’est-sud-est de la capitale Riga. Il a existé de 2002 à 2021. Lors de la réforme administrative de 2021, le district a été dissous et ses communes appartiennent depuis lors au district de l’Ogre,.

## Géographie
La zone du district s’étendait dans les régions historiques de Livonie et de Semigallia, au nord et au sud de la Daugava. La liaison de transport est assurée par le barrage praticable de la centrale hydroélectrique de Ķegums, construite en 1939,.

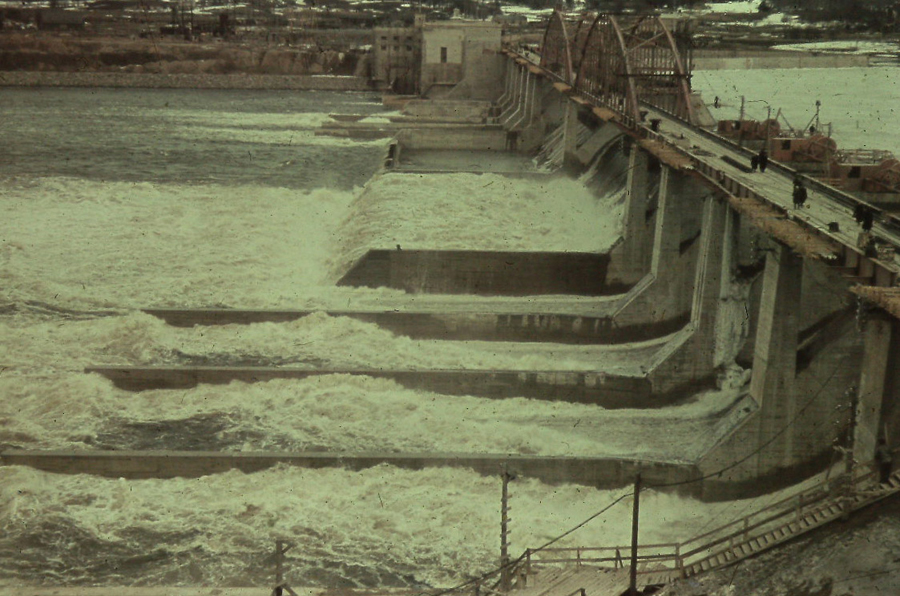
La centrale hydroélectrique de Ķegums en 1940

## Population
Le district se composait des quatre municipalités (pagasts) Rembate, Birzgale, Tome et du centre administratif de Ķegum. 6 386 habitants vivaient dans le district de Ķegums en 2009  et 5 013 habitants en 2021.